# Rh-összeférhetetlenség
Az Rh-összeférhetetlenség (vagy rhesus izoimmunizáció) egy az újszülötteknél előforduló hemolitikus betegség. A betegség az enyhétől a súlyos állapotig terjedhet, és olyan Rh-negatív nők második vagy többedik terhességnél fordul elő, amelyben a magzat apja és a magzat is Rh+. A születés során az anya találkozhat a magzat vérével, ami antitestek termelődéséhez vezet, ez befolyásolhatja a második vagy az azt követő terhességek során az Rh+ magzat egészségét. Enyhe esetekben a magzat vérszegénységét okozza, mérsékelt vagy súlyosabb esetben súlyos vérszegénységet vagy erythoblastosis fetalist (újszülöttköri hemolitikus betegség) okozhat. Nagyon komoly esetben hydrops fetalist (magzatkori ödéma) vagy halvaszületést eredményez.
Az Rh-összeférhetetlenség kialakulása többnyire megelőzhető egy izomba adott injekcióval, amit az anyának kell megkapnia a terhesség alatt vagy a szülés után nem sokkal. Az injekció anti-RhD immunoglobulint tartalmaz.

## Szerológia
A terhesség alatt kis mennyiségű magzati vér kerülhet az anya vérkeringésébe. Ha az anya Rh-, a magzat pedig Rh+, az anya szervezete antitesteket (beleértve az IgG-t is) termel a magzat vörösvértesteiben található rhesus D antigén ellen. Ez- és az ezt követő terhességek alatt az IgG keresztüljuthat a placentán a magzatba, és ha ennek szintje elég magas, akkor az Rh+ magzat vörösvértesteinek károsodását okozza, ami Rh-összeférhetetlenséghez vezet. Így ezt nevezhetjük elégtelen immun-toleranciának. A betegség minden egyes Rh-összeférhetetlen terhességgel súlyosabbá válik.
A magzati vérrel való érintkezés leggyakrabban a gyermek születésekor következik be (az érintett esetek kb. 86%-ában), de a magzat vére a terhesség során is az anya vérkeringésébe kerülhet (az esetek kb. 14%-ában). A vérrel való érintkezést a terhesség alatt a következők okozhatják: császármetszés, vetélés, abortusz, magzatvízvétel, méhen kívüli terhesség, hasi sérülés vagy farfekvéses magzat méhen belüli megfordítása. Sok esetben azonban látszólag nem is történt olyan esemény, amely során a magzati vér érintkezhetett volna az anya vérével.
Az Rh-összeférhetetlenség előfordulása egy népességen belül az abban található Rh-negatívak számától függ. Sok nem-kaukázusi típusú népnél kicsi arányban fordul elő az Rh-negativitás. A kaukázusi népek körében az összes terhességet figyelembe véve minden tizedik esetben az anya Rh-, a baba pedig Rh+. Nagyon ritka az előfordulása annak, hogy az Rh-összeférhetetlenség már az első terhesség során kialakuljon. Az első Rh+ babával való terhesség jelentős az Rh- anya számára, mivel érintkezhet az Rh+ antigénnel. A kaukázusi néphez tartozó Rh- anyák 13%-a az első terhesség során érintkezik Rh+ gyermekük vérével. Ha nem állna rendelkezésre kezelési módszer a megelőzésre, az esetek kb. 5%-ában az Rh- anyák második Rh+ gyermeke halva születne, vagy komoly egészségkárosodással jönne világra. Ennél is magasabb arányban születnének beteg gyermekek a harmadik vagy többedik ilyen terhességből. Az anti-RhD immunoglobulin (Rho(D) immunglobulin) használatának köszönhetően ezen esetek előfordulása jelentősen csökkent.
Az Rh-összeférhetetlenséggel való érintettség 10-szer gyakrabban fordul elő, ha a magzat ABO-összeférhető az anyával, mint ellenkező esetben.

## Megelőzés
Az Rh-összeférhetetlenség megelőzhető, ha az anyát a terhesség során vagy a szülés után nem sokkal (72 órán belül) kezelik. A kezelés egy izomba adott anti-Rh antitest -injekciót foglal magába. A kezelés hatására a magzati Rh+ vörösvértestek elpusztulnak, még mielőtt az anya immunrendszere felismerné azokat. Ez egy passzív immunizálás. Az immunitás 4-6 hétig (vagy a dózis nagyságától függően hosszabb ideig) tart, mivel ennyi idő alatt az anti-Rh antitestek száma nullára csökken az anya vérében.
Bár az anti-Rh injekció radikálisan lecsökkentette az Rh-összeférhetetlenség által okozott problémák számát, a betegség még mindig okozhat magzati károsodást, vagy akár halált is. Az ilyen esetek kiszűrésére elengedhetetlenül fontos az Rh-negatív vércsoportú kismamák szakszerű monitorozása (ellenanyagszűrés, ultrahang), illetve szükség esetén intrauterin transzfúzió biztosítása a magzatnak.